# Oliviu Beldeanu
Oliviu Beldeanu (16 februarie 1924, Dej – 18 februarie 1960, Jilava) a fost un activist anticomunist român, inițiatorul și conducătorul acțiunii de ocupare a legației Republicii Populare Române din Elveția, acțiune cunoscută ca Incidentul de la Berna. 

## Tinerețea
Oliviu Beldeanu s-a născut în orașul Dej, în familia lui Oliver și Maria Beldeanu, proprietari de cinematograf și restaurant. La 15 ani, Beldeanu a devenit membru al organizație de tineret Frunză Verde, organizație asociată de comuniști cu mișcarea fascistă Garda de Fier. A urmat cursurile Facultății de Arte Frumoase din București și a devenit sculptor. Despre el, autoritățile comuniste aveau să noteze într-un raport că „era conducător al organizației de tineret PNȚ”. După venirea la putere a comuniștilor, ambii părinți au fost închiși pentru propagandă în favoarea Partidului Național Țărănesc.
În 1949, Beldeanu a reușit să părăsească România, traversând granița în Republica Socialistă Federativă Iugoslavia. Despre el s-a afirmat că, atâta vreme cât a stat în străinătate, a colaborat cu mai multe servicii de informații, cu Securitatea iugoslavă dar și cu serviciile de informații americane și britanice. 
În Iugoslavia i-a cunoscut pe Ioan Chirilă și Dumitru Ochiu, viitorii membri ai „grupului Beldeanu”. A trecut în Italia, unde a muncit în portul Triest ca hamal și pentru Agenția de presă Foreign News Service în funcția de corespondent. A părăsit Triest în 1953 împreună cu Ioan Chirilă și s-a stabilit pentru un timp la München, după care s-a mutat la Konstanz. Aici, împreună cu prietenii săi Teodor Ciochină și Ioan Chirilă, s-a angajat la unitatea militară auxiliară de pe lângă trupele franceze de ocupație din Germania de Vest.

## Incidentul de la Berna
Împreună cu patru prieteni, Ion Chirilă, Stan Codrescu, Dumitru Ochiu și Tudor Ciochină, Beldeanu a organizat în 1955 atacarea și ocuparea legației Republicii Populare Române (14 – 16 februarie) din Berna. În timpul acțiunii a fost grav rănit șoferul ambasadei, care avea să moară mai târziu la spital. Cei cinci au cerut eliberarea unor deținuți politici (generalul Aurel Aldea, episcopul unit Ioan Suciu, fostul redactor al ziarului țărănist, Anton I. Mureșanu, liderii țărăniști Ilie Lazăr și Dinu Brătianu). După 40 de ore, „grupul Beldeanu” s-a predat, oferind poliției elvețiene o serie de documente ale legației, care se pare că puneau autoritățile comuniste din România într-o situație delicată. 
Oliviu Beldeanu a fost arestat, judecat și condamnat de autoritățile elvețiene la 4 ani de închisoare. Avea să fie eliberat înainte de termen, pe 15 octombrie 1957. 
Autoritățile comuniste au declanșat urmărirea capului „grupului Beldeanu”. Într-un raport special din 28 septembrie 1958 privind organizarea și executarea răpirii lui Beldeanu se spunea: „Organele Direcției I din MAI au fost sesizate, din mai multe țări și pe mai multe linii, că teroristul Beldanu Oliviu pregătește noi acțiuni teroriste împotriva unor legații ale Republicii Populare România și diplomați români aflați în țările capitaliste”. În viziunea autorităților române, strădaniile lui Beldeanu pentru găsirea vinovaților pentru răpirea de către agenții Securității a doi anticomuniști (Aurel Decei și Traian Puiu) erau „acțiuni teroriste”.

## Arestarea și condamnarea
Beldeanu a fost atras în Berlinul de Vest de agentul Securității Gheorghe Kehayoglu, grec originar din România, același care ajutase la răpirea istoricului Aurel Decei. Securitatea încercase să-l convingă pe Beldeanu să-i aducă în Berlin și pe colaboratorii săi Chirilă și Ochiu, el preferând în final să vină singur.  
Sub pretextul unui tur al proprietăților „bogatului” Gheorghe Kehayoglu, agentul securității și Beldeanu au traversat linia de demarcație în Berlinul de Est, zona fiind „abandonată” de grănicerii est-germani. Odată ajuns în Berlinul Răsăritean, Beldeanu a fost arestat de ofițerii Securității române și STASI. Înainte de a fi imobilizat, în încercarea de a se apăra, Beldeanu a reușit să facă uz de cele două arme de foc pe care le avea, rănind un ofițer est-german și fiind, la rândul lui, ușor rănit în abdomen și la un picior. Pe 2 septembrie 1958, Oliviu Beldeanu a fost adus la București. A fost anchetat timp de un an, iar în noiembrie 1959 un tribunal militar l-a condamnat la moarte. Pe 18 februarie 1960, Oliviu Beldeanu ar fi trebuit să fie executat prin împușcare la Penitenciarul Jilava, dar istoricul Neagu Djuvara nu exclude ipoteza ca acesta să fie omorât în bătaie înainte de data respectivă.